# Lâu đài Gaffron

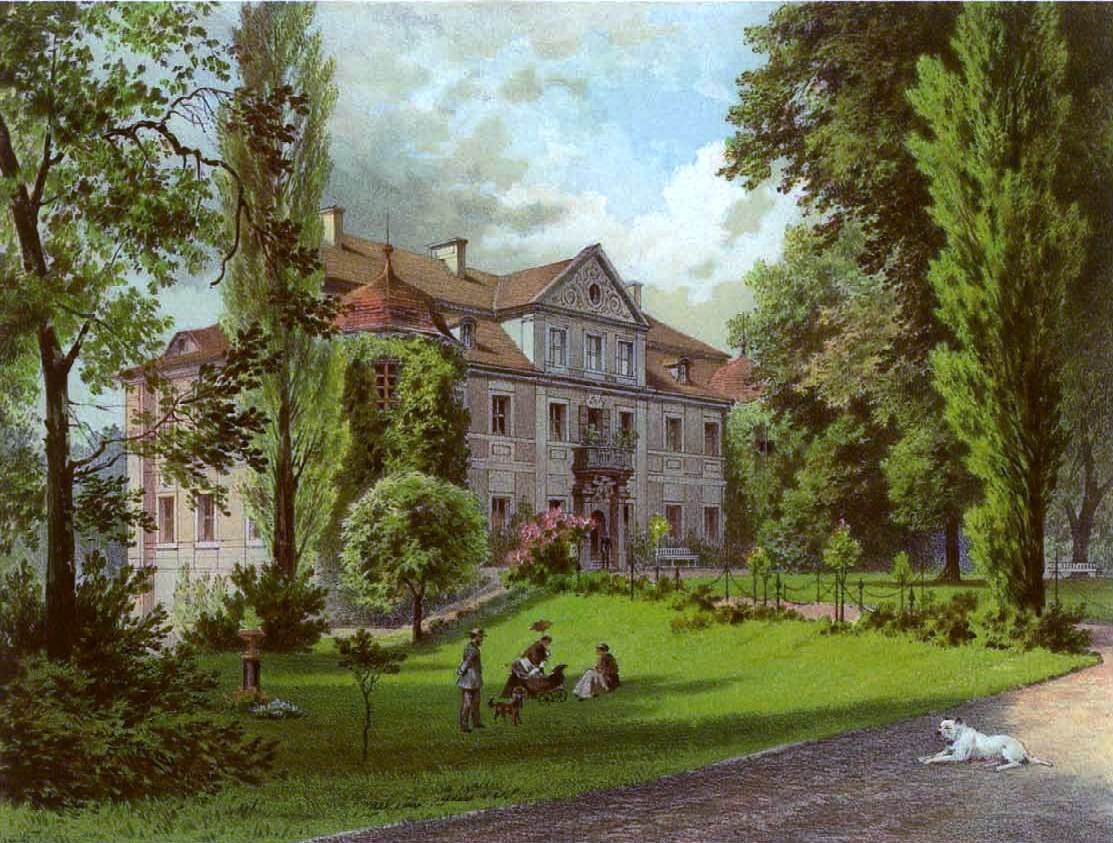
Lâu đài Gaffron

Lâu đài Gaffron là một lâu đài cổ ở Lower Silesian Voivodeship, Ba Lan. Đó là một phần thuộc quyền sở hữu của cựu hiệp sĩ Silesia người Đức nắm giữ, bao gồm ba hiệp sĩ của hiệp sĩ Groß Gaffron (Gawrony), Klein Gaffron (Gawronki) và Beitkau (Bytków). Cùng với tài sản bao gồm khoảng 4000 ha (2000 ha đất trồng trọt, 1400 ha rừng và 600 ha nước và đất khác).
Lâu đài Gaffron đã được truyền lại cho von Niebeischitz, von Schweinichen - người đã xây dựng lâu đài hiện tại. Từ 1780 đến 1834, lâu đài thuộc về Bá tước von Gaffron Schönaich-Carolatb, sau đó được Hội đồng Y khoa Ebers và Đại úy / Hauptmann von Loeper phối hợp. Năm 1867, Lâu đài Gaffron thuộc về Conrad Freiherr von der Reck.
Từ năm 1937 đến khi kết thúc Chiến tranh thế giới thứ II, toàn bộ tài sản bao gồm cả lâu đài thuộc sở hữu của Josef Veltjens và vợ Leni. Lâu đài đã bị hư hại trong cuộc chiến năm 1945, và theo tuyên bố của người dân địa phương, sau đó đã bị phá hủy để cung cấp vật liệu xây dựng cho thành phố Breslau (Warsaw).